# Selenaionidae
A Selenaionidae a Heterolobosea Tetramitia csoportjának kládja. Két nemzetség tartozik ide, a Selenaion és a Dactylomonas.

## Történet
A Selenaionidae eredetileg a Tetramitia VII. kládjaként szerepelt 18S rRNS-alapú filogenetika alapján. Az I–VII. kládok a formális rendszertannal csak részben fedtek át: a Vahlkampfiidae, a korábbi Schizopyrenida legnagyobb csoportja például polifiletikusnak bizonyult, mivel tagjai az I., III., V. és VI. kládok között szóródtak szét.
Típusfaja a Selenaion koniopes. Ezt Park, de Jonckheere és Simpson a wieliczkai sóbánya területén mutatták ki 2012-ben, és 18S rRNS-e 17-1-es hélixe jelenléte igazolta, hogy a Heterolobosea tagja.
A Selenaionidae megnevezést a Selenaion és Dactylomonas kládjára először Hanousková  et al. használták 2018-ban.
Thomas Cavalier-Smith utolsó rendszertanában létrehozta a Lunosea csoportot a Selenaionida számára. mely a félhold alakú Dactylomonasra és a Selenaion holdkráterszerű cisztapórusaira utal. E kládot az Orthozoa altörzsbe sorolta, míg a Neovahlkampfiidae kládot a Tetramitián belül a Neovahlkampfiea osztályba sorolta, előbbi azonban parafiletikus csoportnak bizonyult Pánek  et al. 2025-ös tanulmányában, ahol ezzel szemben a Selenaionidae a Neovahlkampfiida testvércsoportjának bizonyult, ezért e két kládot egyesítették a Selenaionea osztályban.

## Genetika
A Dactylomonas venusta magi és mitokondriális genetikai kódja a Neovahlkampfia damariscottaehez hasonlóan, de attól eltérőképpen különbözik a standard kódtól. Az UAG kodon feltehetően a kodonütésmodell szerint lett aminosavhoz rendelve, ahol a kodon-hozzárendelés módosulása a kodon eltűnésével kezdődik, majd az mtRF2 is eltűnik, majd megjelenik a megfelelő tRNS, végül ismét megjelenik a kodon. A Neovahlkampfiában az UGA kodon triptofánhoz (W), míg a Dactylomonasban az UAG glutaminhoz (Q) van rendelve.

## Filogenetika
A Selenaionidae a Neovahlkampfiidae testvércsoportja, e két klád együtt alkotja a Selenaionea osztályt, amelynek az Eutetramitea testvércsoportja, amellyel együtt alkotják a Tetramitia kládot.
Jelenleg 3 fajt tartalmaz 2 nemzetségben – ebből 1-et a Selenaion, 2-t a Dactylomonas tartalmaz.

## Morfológia
Nukleóluszai parietálisak. Ostoros szakasza, ha van, kinetidánként 2 ostorral rendelkezik egymásra merőleges kinetoszómákkal. A hátulsó ostor proximális részén ujjszerű kiemelkedés van.

## Életciklus
A Selenaionnak kizárólag amőboid szakasza ismert, míg a Dactylomonas ostoros amőba: ostoros szakasza kinetidánként 2 ostorral és egymásra merőleges kinetoszómákkal rendelkezik.

## Ökológia
A Dactylomonas esetén nem ismert a fagocitózis folyamata, és a külső R2 gyökér nagy része elöl fut, és az orrszerkezetet támasztja, ami a nagyobb baktériumok fagocitózisát akadályozhatja. Azonban a Dactylomonasban vannak emésztő űröcskék, vagyis képes lehet fagocitózisra például ideiglenes sejtszájjal. Ezzel szemben a sejtmembrán sok bemélyedéssel és mögötte sok vezikulummal rendelkezik, amelyek feltehetően pinocitózisra utalnak, azonban Hanousková  et al. nem tudták eldönteni, hogy ezek endo- vagy exocitózist jelentenek.
A Dactylomonas anaerob vagy aerotoleráns, a D. venusta mitokondriumai például elveszthették cristáikat, míg a Selenaion aerob.